# Leslie Hunter (pittore)
George Leslie Hunter, meglio conosciuto come Leslie Hunter (Rothesay, 7 agosto 1877 – Glasgow, 7 dicembre 1931), è stato un pittore scozzese membro dei quattro coloristi scozzesi.

## Biografia
Nato George Hunter (adotterà il nome Leslie durante il suo futuro soggiorno a San Francisco),
mostrò un'attitudine al disegno sin dalla tenera età. Studiò principalmente da autodidatta, ricevendo solo lezioni di pittura da un conoscente di famiglia. Quindicenne, andò a studiare negli Stati Uniti, principalmente in California, e vi rimase per quindici anni. Tornò poi in Scozia dedicandosi al disegno e alla pittura, ma viaggiò molto in Europa, soggiornando specialmente nel sud della Francia, ma anche nei Paesi Bassi, nel Passo di Calais e in Italia. I dipinti di Hunter, perlopiù nature morte, paesaggi e ritratti, furono acclamati per il loro trattamento della luce e divennero popolari fra i critici più progressisti del suo tempo. Oggi le sue tele sono fra le più note dell'arte scozzese.

## Galleria d'immagini

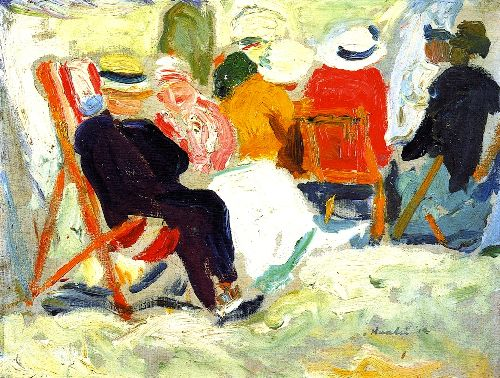
Etaples (ca. 1900)
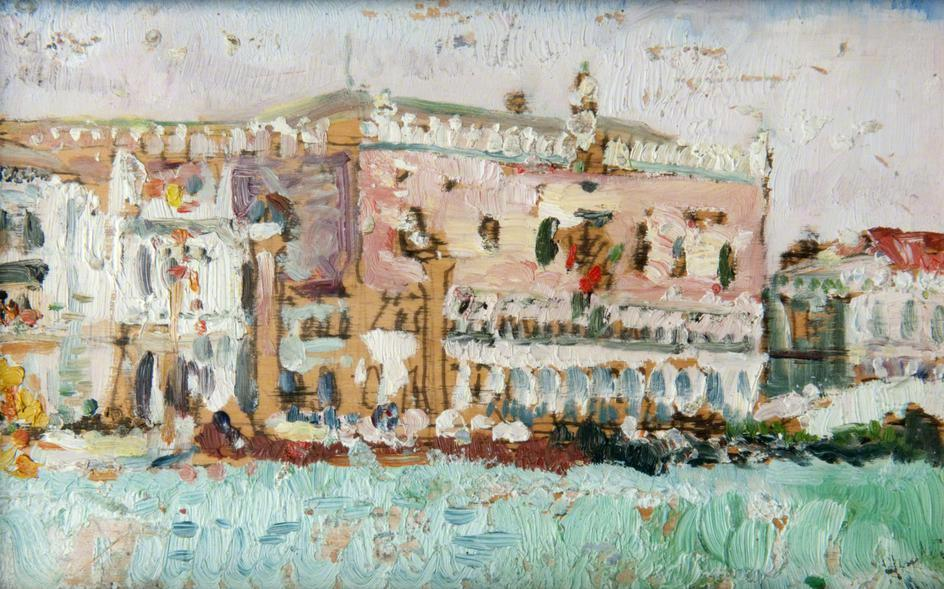
Palace Venice (ca. 1910)
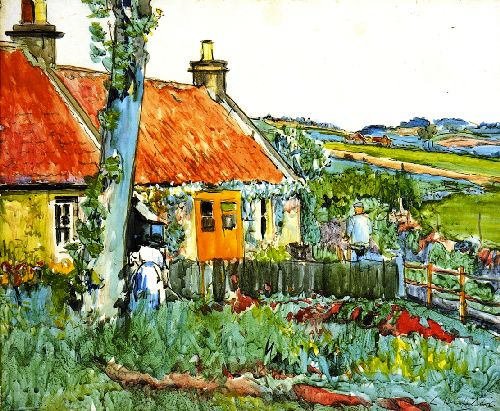
Cottage near Largo (ca. 1920)
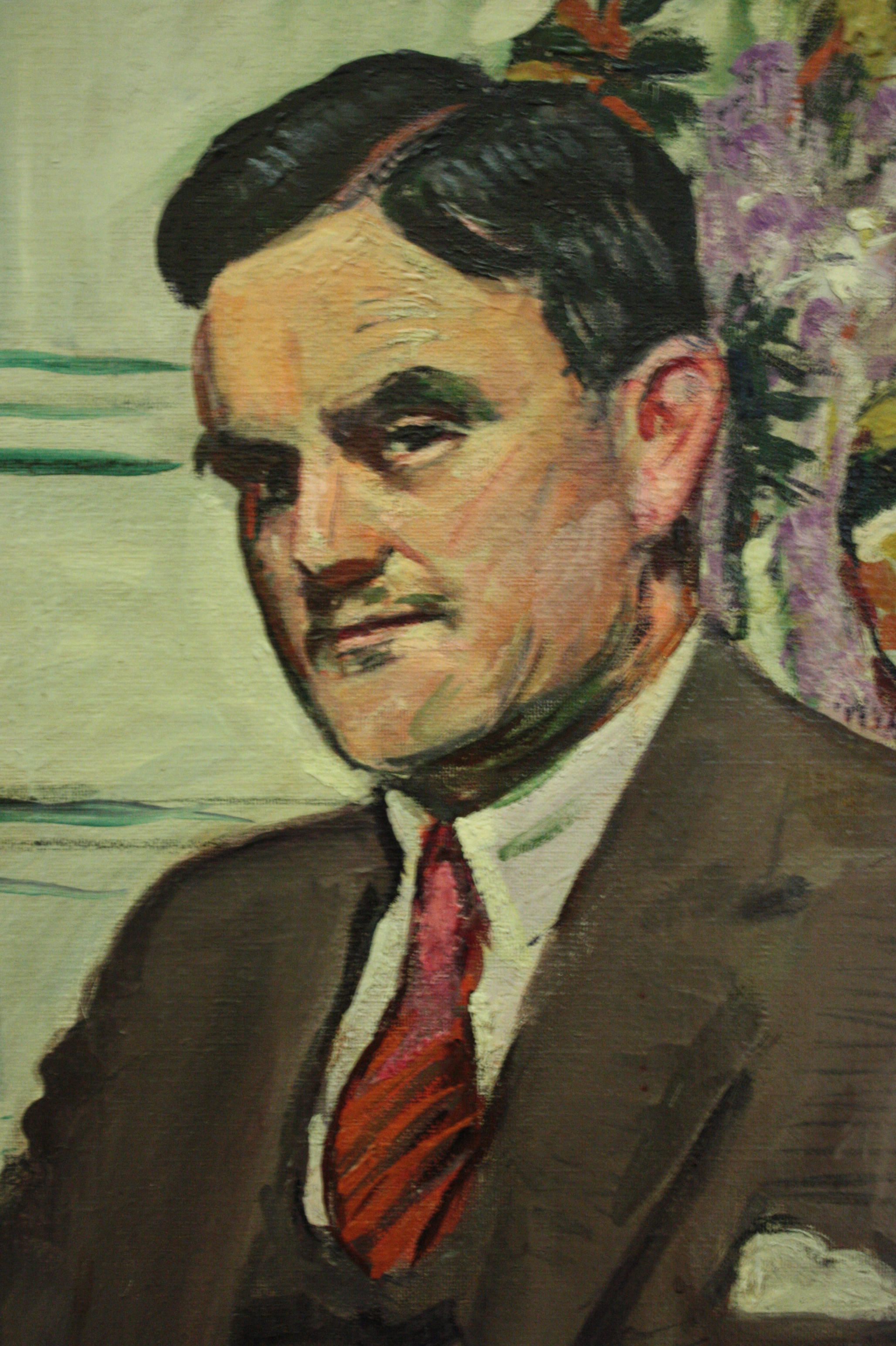
Dr Tom J Honeyman (ca. 1930)
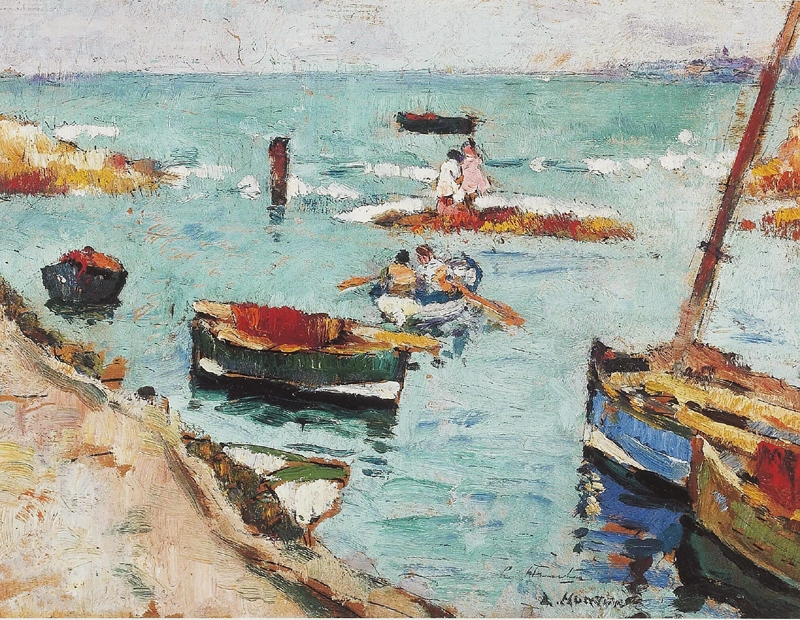
Hunter - Boats, Lower Largo (data sconosciuta)